# Pixels (film 2015)
Pixels è un film del 2015 diretto da Chris Columbus. È liberamente ispirato all'omonimo cortometraggio francese del 2010 di Patrick Jean, che mostra New York invasa da personaggi di videogiochi classici come Q*bert, Donkey Kong, Pac-Man, Tetris, Space Invaders e Arkanoid divenuti giganti.

## Trama
1982. Sam Brenner è un ragazzino appassionato di videogiochi che, insieme al suo amico William Cooper, va sempre nelle sale giochi, dove si fa notare per la sua maestria nel seguire gli schemi per vincere a qualunque gioco. Un giorno i due partecipano a un concorso in cui la NASA invierà nello spazio una capsula del tempo contenente immagini e filmati della cultura terrestre nella speranza di contattare forme di vita intelligenti e che prevede di immettere le migliori scene dei videogiochi arcade classici. Qui incontrano lo strano nerd Ludlow Lamonsoff, il quale è innamorato del personaggio videoludico Lady Lisa, e l'attaccabrighe Eddie Plant, noto come "Fireblaster" e famoso per la sua imbattibilità nei videogiochi. Brenner e Plant arrivano pari e così si sfidano per l'ultima partita a Donkey Kong. È proprio Eddie a vincere, lasciando Brenner profondamente frustrato.
Da adulti, Brenner è un semplice tecnico mentre Cooper è presidente degli Stati Uniti. Un giorno Brenner si reca a montare un nuovo televisore per Matty, il figlio della signora Violet von Patten, della quale Brenner si infatua, non ricambiato. Quando Cooper lo chiama perché venga alla Casa Bianca, Brenner scopre che Violet è uno dei membri dello staff del presidente e scienziata dell'esercito. Cooper spiega il motivo per cui lo ha chiamato: durante la notte, una base militare a Guam è stata distrutta e uno dei soldati è sparito. Quando vedono le riprese scoprono che i nemici hanno qualcosa di familiare, e alla fine si convincono che sembrano le navette di Galaga, tuttavia non hanno abbastanza prove per spiegare come sia possibile che gli elementi di alcuni videogiochi si siano materializzati nella realtà. Di ritorno a casa, Brenner sorprende nel suo furgone il suo vecchio amico Ludlow, che si era nascosto perché spinto dalle sue manie di fanatico dei complotti. Una volta arrivati nel suo rifugio segreto, Ludlow fa vedere a Brenner una videocassetta che mostra degli alieni, i quali hanno ricevuto la capsula del 1982 ma hanno sbagliato a capire il significato, scambiandolo per una dichiarazione di guerra: il primo che avesse vinto tre sfide avrebbe preso il pianeta dello sconfitto.
Cooper inizialmente non vuole mettere in allarme il mondo ma è costretto a ricredersi quando in India gli alieni distruggono il Taj Mahal utilizzando Arkanoid e rapiscono un civile. Rendendosi conto che un'altra sconfitta significherà la fine del pianeta, Cooper non può far altro che lasciare tutto nelle mani di Brenner e Ludlow, che fa addestrare un piccolo gruppo di militari nel funzionamento dei videogiochi per combattere gli alieni, mentre Violet li munisce di speciali cannoni fotonici in grado di disintegrare i corpi pixellati dei personaggi. Il prossimo attacco è previsto a Londra e viene condotto dai millepiedi di Centipede, i quali mettono in difficoltà i militari. A questo punto Brenner entra in campo insieme a Ludlow ed entrambi riescono a vincere le due ondate della battaglia, venendo riconosciuti come eroi chiamati "giocatori". Proprio durante i festeggiamenti gli alieni prendono contatto con loro, consegnando come loro trofeo il cane di Duck Hunt e rivelando le coordinate della prossima battaglia.
Cooper, Brenner e Ludlow vanno con Violet in un carcere e liberano Eddie Plant per permettergli di collaborare. La battaglia si sposta a New York, assediata da una versione gigante di Pac-Man che demolisce qualunque cosa incontri. Esattamente come nel videogioco, l'unico modo per sconfiggerlo sono i fantasmi e per questo Violet presenta le sue nuove invenzioni: delle speciali macchine equipaggiate con la stessa energia fotonica dei cannoni. Presenta anche al trio di giocatori Tōru Iwatani, il creatore di Pac-Man, come loro supporto. Arrivati davanti alla gigantesca sfera gialla, Iwatani cerca di convincerlo a smettere di distruggere la città, ma Pac-Man non lo ascolta e gli mangia la mano destra, mettendolo fuori gioco. Brenner, Ludlow e Eddie, quindi, si mettono al suo inseguimento finché, dopo aver spiazzato sia Ludlow sia Eddie, Brenner gli dà il colpo di grazia. Una volta cessato il pericolo, gli alieni donano come trofeo Q*bert. 
Tuttavia, durante i festeggiamenti gli alieni rivelano di aver scoperto che nella sfida a Pac-Man i terrestri hanno violato le regole. Di conseguenza, hanno vinto loro e si preparano a invadere il pianeta. Matty scopre che a barare è stato Eddie, che aveva inciso i codici segreti del gioco sulle lenti dei propri occhiali portafortuna. Eddie gli rivela di aver usato quel trucco anche in passato, durante la sfida con Brenner. Matty viene poi rapito dagli alieni mentre Eddie si dilegua. Il giorno dopo, Brenner, Ludlow e Violet attraversano la città, nella quale si stanno riversando tutti i personaggi dei videogiochi arcade. Arrivati sotto la nave ammiraglia di Galaga, gli alieni offrono loro l'ultima possibilità di salvare la Terra: Brenner, Cooper, Violet e Q*bert vengono teletrasportati al suo interno, dove devono sfidare il loro capo, Donkey Kong.
Ludlow nel frattempo combatte contro gli altri personaggi, ma quando compare Lady Lisa non ha il coraggio di farlo contro di lei; tuttavia, Ludlow riesce a persuaderla e a portarla dalla sua parte. Viene raggiunto anche da Eddie, deciso a riscattarsi. Nel frattempo il gruppo all'interno della nave è in difficoltà contro Donkey Kong. Matty rivela però a Brenner che, quando erano ragazzini, Eddie aveva imbrogliato e quindi il vero campione di Donkey Kong è proprio lui. Recuperata la grinta, Brenner supera gli ostacoli per poi finire Donkey con un martello gigante, salvando i suoi amici e la Terra. Sconfitti, gli alieni stipulano un contratto di pace e ritirano le loro forze, tra cui Lady Lisa, con grande dispiacere di Ludlow. Tuttavia Q*bert, vedendo la tristezza dell'amico, diventa egli stesso Lady Lisa facendo ritornare Ludlow felice. I giocatori vengono riconosciuti come eroi del mondo e gli alieni tornano al loro pianeta dopo aver riparato i danni, compresa la mano destra di Toru Iwatani.
Un anno dopo, Ludlow si sposa finalmente con Lady Lisa e insieme hanno dei bambini Q*Bert.

## Produzione
Molte compagnie di videogiochi hanno collaborato al film, tra queste Atari, Konami, Bandai Namco Holdings, Nintendo, Columbia Pictures, Taito, Warner Bros. Interactive Entertainment e Data East.
Tra i videogiochi citati:
- Q*bert (Columbia Pictures)
- Donkey Kong (Nintendo)
- Pac-Man (BANDAI NAMCO)
- Tetris
- Space Invaders (Taito)
- Arkanoid (Taito)
- Galaga (BANDAI NAMCO)
- Centipede (Atari)
- Frogger (Konami)
- Dojo Quest
- Duck Hunt (Nintendo)
- BurgerTime (Data East)
- Breakout (Atari)
- Paperboy (Atari)
- Joust[2] (Warner Bros.)
- Defender[2] (Warner Bros.)
- Robotron: 2084[2] (Warner Bros.)
- Wizard of Wor[2] (Warner Bros.)
- Dig Dug[2] (BANDAI NAMCO)
- Asteroids[2] (Atari)
- Missile Command[2] (Atari)

## Distribuzione
Il film viene distribuito dalla Sony Pictures nei cinema statunitensi e italiani il 24 luglio 2015, in 2D, 3D e IMAX 3D. In Italia è stato distribuito in 2D in anteprima in sole 300 sale il 25 luglio. Dopodiché il film è stato distribuito su tutto il suolo nazionale dal 29 luglio successivo anche in 3D.

## Accoglienza

### Incassi
Nonostante sia stato stroncato dalla maggior parte della critica, ha avuto un buon successo al box office, incassando 237 milioni di dollari, a fronte di un budget stimato di 88 milioni.

## Riconoscimenti
- 2015 - Teen Choice Awards[6]
  - Candidatura per il miglior attore dell'estate ad Adam Sandler
- 2015 - Razzie Awards
  - Candidatura per il peggior film.
  - Candidatura per il peggior attore non protagonista a Josh Gad
  - Candidatura per la peggior sceneggiatura a Tim Herlihy e Timothy Dowling